# Adolf-Hitler-Spende der deutschen Wirtschaft
Adolf-Hitler-Spende der deutschen Wirtschaft – składka wprowadzona 1 czerwca 1933 z cichej inicjatywy Martina Bormanna przez Zrzeszenie Niemieckich Pracodawców (niem. Vereinigung der Deutschen Arbeitgeberverbände (VgDA)) reprezentowane przez dra inż. Carla Köttgena i Zjednoczenie Przemysłu Rzeszy Niemieckiej (niem. Reichsverband der Deutschen Industrie (RDI)) reprezentowanego przez Gustava Kruppa von Bohlen und Halbach w celu „skoncentrowanego” finansowania działalności NSDAP.
W specjalnym okólniku podpisanym 14 czerwca 1933, Köttgen i Krupp wezwali wszystkich pracodawców III Rzeszy do dobrowolnych wpłat zgodnie z przyjętym planem, w myśl którego, każdy pracodawca miał co roku, w czterech ratach wnieść kwotę równą co najmniej 5 promili kwoty zarobków wypłaconych w roku 1932.
I tak np. koncern IG Farben w okresie 1933–1945 wpłacił ponad 60 milionów reichsmarek. Szacuje się, że łączna kwota darowizn wniesiona do NSDAP w okresie jej istnienia, to co najmniej 700 milionów reichsmarek.
Początkowo składki były dobrowolne, ale w krótkim czasie całkowitą kontrolę nad przekazywanymi środkami przejął Bormann, który od 1938 wymagał od wszystkich gauleiterów żelaznej dyscypliny w ściąganiu daniny. Zakazano organizowania innych zbiórek (z wyjątkiem tzw. pomocy zimowej). 
Ze środków tych finansowano;
- częściowo działalność SA:
- zwolenników i sympatyków faszyzmu poza granicami III Rzeszy,
- budowę kompleksu NSDAP w Obersalzbergu (w tym Berghofu),
- zakupy dzieł sztuki do „osobistej galerii obrazów Hitlera” dla miasta Linz,
- zakupy prezentów dla Hitlera w postaci nieruchomości w Braunau, Leonding i Kehlsteinie,
- okazjonalne gratyfikacje dla: Lammersa 600 000 RM, Funka 550 000 RM, Ribbentropa 500 000 RM, Milcha 500 000 RM, Morella 250 000 RM i innych,
- prawdopodobnie zakupy majątków ziemskich na terenie Meklemburgii, jakich dokonywał Bormann na własne konto.